# Glacera de Khumbu
La glacera de Khumbu es troba a la regió de Khumbu, al nord-est de Nepal, entre l'Everest i la cresta del Lhotse-Nuptse. És la glacera més gran del Nepal i la més alta del món. Té inici per sota la Collada Sud de l'Everest, a la Vall del Silenci, a uns 7.600 msnm i finalitza a uns 4.900 msnm, després de la gran cascada de gel de Khumbu i poc abans del Camp Base de l'Everest.